# Itești
Itești est une commune du județ de Bacău en Roumanie.